# Cuca Records
Cuca Records was een Amerikaans platenlabel, waarop polka, etnische muziek, popmuziek, rhythm & blues, folkmuziek en traditionele jazzmuziek uitkwam. Het label werd in 1959 opgericht door James Kirchstein in Sauk City in Wisconsin.
De meeste musici die voor het label opnamen kwamen uit Wisconsin en aangrenzende staten. In de kleine Cuca-studio in de kelder van zijn platenzaak werden ook opnames gemaakt die op andere labels verschenen. Enkele Cuca-singles werden grote hits, waaronder "Mule Skinner Blues" van The Fenderman, dat in 1960 de vijfde plaats in de Billboard Hot 100 haalde. Ook bluesmuzikant Earl Hooker en countryzanger Pee Wee King kwamen op het label uit. Op sublabel Citation Records verschenen enkele lokale hits. Het label bracht tot begin jaren zeventig singles en lp's uit: 1972 bood de University of Wisconsin Kirchstein een baan aan en een jaar later sloot hij de deuren van de studio. De laatste jaren is Kirchstein actief om het materiaal op digitale tapes over te zetten en op cd heruit te geven, of te verkopen of te leasen aan andere labels. 
Artiesten die op het label uitkwamen waren naast de genoemde onder meer Uncle Ozzie, Goose Island Ramblers, Jim Langdon, Doc DeHaven en Ron Harvey. 